# Glenn Andersen
Glenn Brevik Andersen (Arendal, 5 aprile 1980) è un ex calciatore norvegese, difensore.

## Carriera

### Club
Andersen iniziò la carriera con le maglie di Eik-Tønsberg e Jerv. Nel 2002 passò allo Ørn-Horten, militante in Adeccoligaen. Debuttò in data 14 aprile, giocando da titolare nel pareggio per due a due contro lo HamKam: fu sua la prima rete della sua squadra.
Rimase al club fino al 2004, quando passò allo Start: in data 2 maggio esordì in squadra, quando sostituì Alex Valencia nella vittoria per uno a zero in casa del Tromsdalen. Lo Start conquistò la promozione nella Tippeligaen proprio in quella stagione e Andersen poté esordire anche nella massima divisione norvegese: il 17 aprile 2005 subentrò infatti a Fredrik Strømstad nella vittoria per uno a zero in casa del Molde.
Nel 2006 tornò nella Adeccoligaen per giocare nello Strømsgodset, per cui giocò il primo match il 9 aprile: fu infatti titolare nel pareggio per uno a uno contro lo Hødd. Il 29 ottobre segnò la prima rete per la squadra, nel sette a tre inflitto al Sarpsborg. La squadra conquistò la promozione in quella stagione. Il 28 ottobre 2007 segnò la prima rete nella massima divisione, nel pareggio per uno a uno in casa del Fredrikstad.
Il 14 novembre 2010 andò a segno nella finale dell'edizione stagionale della Coppa di Norvegia, vinta per due a zero sul Follo. Il 15 agosto 2011 fu annunciato il suo ritorno allo Start, a partire dal 1º gennaio successivo.
Il 12 dicembre 2014 venne reso noto il suo ritorno allo Jerv, a cui si legò con un contratto annuale valido a partire dal 1º gennaio 2015.

## Palmarès
- Coppa di Norvegia: 1

Strømsgodset: 2010